# Port de la Pez
Port de la Pez är ett bergspass i Spanien, på gränsen till Frankrike.   Det ligger i provinsen Provincia de Huesca och regionen Aragonien, i den nordöstra delen av landet, 400 km nordost om huvudstaden Madrid. Port de la Pez ligger 2 451 meter över havet.
Terrängen runt Port de la Pez är huvudsakligen bergig, men åt sydväst är den kuperad. Runt Port de la Pez är det mycket glesbefolkat, med 3 invånare per kvadratkilometer. Närmaste större samhälle är Benasque, 17,8 km sydost om Port de la Pez. Trakten runt Port de la Pez består i huvudsak av gräsmarker.